# クリスティアン・トマジウス

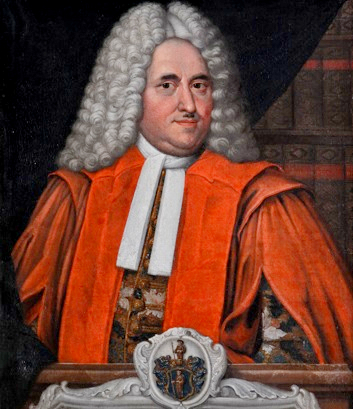
肖像画

クリスティアン・トマジウス（Christian Thomasius、1655年1月1日 - 1728年9月23日）は、ドイツの哲学者、法学者。「ドイツ啓蒙主義の父」と呼ばれる。

## 生涯

### 学生時代
クリスティアン・トマジウスは、1655年1月1日に、当時著名だった哲学者ヤーコプ・トマジウス（Jacob Thomasius , 1622年 - 1684年）の息子として、ライプツィヒに生まれた。幼少のときから学問を始め、1671年にライプツィヒ大学の初等学年（Baccalaureus）へ進学し、翌年1672年にわずか17歳で哲学の修士（Magister）を取得する。
トマジウスの自伝によれば、大学に入学した当初は、どの上位学部（神学、医学、法学）に進むかを決めておらず、哲学の勉強に励んでいた。彼が初めて法学に興味を抱いたのは、彼の父ヤーコプ・トマジウスがフーゴー・グロチウス（Hugo Grotius , 1583年 - 1645年）の『戦争と平和の法』De jure belli ac pacis. (1625年)について講義しているのを聴講したときである。グロチウスの理論の流麗さに驚かされたトマジウスは、法学者カスパル・ジーグラー（Kaspar Ziegler , 1621年 - 1690年）と神学者ヨハン・アダム・オシアンダー（Johann Adam Osiander , 1622年 - 1697年）らの、『戦争と平和の法』に関する註釈書を携えて研究した。
その次にトマジウスが研究したのは、ザミュエル・フォン・プーフェンドルフ（Samuel von Pufendorf , 1632年 - 1694年）の『自然法と万民法』De iure naturae et gentium. (1672年)であった。もっとも、この時点では、トマジウスは従来のスコラ哲学に依然として賛同していた。彼はその理由のひとつとして、オシアンダーの『自然法の雛形』Typus legis naturae. (1669年)がこれを擁護していたことを挙げている。
法学部に進学し、フランクフルトで学業を続けていたトマジウスに、1673年から1674年にかけて思想的な転機が訪れた。1673年にヨシュア・シュバルツ（Josua Schwarz , 1632年 - 1709年）がプーフェンドルフへの反駁書『新説集』Index quarundam novitatum. を公刊し、プーフェンドルフがこれに『弁明』Apologia. (1674年)で公然と再反論したのである。これによって、最初はプーフェンドルフが誤っていると考えていたトマジウスも、次第にプーフェンドルフを批判する人々の方が誤っていると考えるようになった。

### ライプツィヒ大学の教授時代
トマジウスは、自然法をさらに研究するために法学部へ進学した。彼は、フランクフルトで学び、1684年にライプツィヒ大学で自然法の教授職を得た。彼は、1687年、ライプツィヒ大学の掲示板に、1687年から1688年にかけての冬学期においてドイツ語で講義を行うことを宣言した。これが、ドイツ啓蒙主義の始まりとなった事件である。
トマジウスが大学においてドイツ語の使用を敢行したのは、当時、大学が置かれていた状況と関係している。三十年戦争によって主権を獲得した領邦君主たちは、専制政治の確立に勤しみ、彼らの宮廷において重要な政治的決定を行った。このため、必然的に、領邦君主の宮廷が政治の中心舞台となった。このような状況下では、スコラ哲学はもはや政治にとって無用のものとなり、大学に代わる教育機関として、貴族学校や騎士アカデミーが続々と設立されるようになる。トマジウスの意図は、ドイツ語の使用によって大学を学外へと開き、そして、生徒たちに宮廷風の礼節を身に付けさせ、政治の場へ送り込むことであった。
しかし、トマジウスの試みは、大学からの反発のみならず、結局は宮廷側からも支持されないものであった。大学は、キリスト教の敬虔さと非世俗的な学究を是とした。このような大学の立場から見れば、世俗に塗れた宮廷が教育の目標になるなどということは、考えられなかった。反対に、宮廷は、重大な政治問題が大学で教育されるということを、厚かましくて大胆なことだと受け取った。

### ハレ大学の設立
1690年、敵を作り過ぎてライプツィヒ大学にいられなくなったトマジウスは、田舎町ハレに移った。ブランデンブルク選帝侯フリードリヒ3世（後のプロイセン王フリードリヒ1世）は、1694年、トマジウスに対してハレに大学を設立するよう命じた。トマジウスは、単身ハレに赴き、町内の民家や公会堂で講義を行った。このとき、講義会場の確保に当たって地元住民といざこざが生じたため、トマジウスが選帝侯に直訴したところ、選帝侯は、トマジウスと地元住民との両方を考慮して、折衷的な解決を提示した。
ハレ大学は、一方では当時のスコラ哲学や正統主義に対する改革的な立場から出発したが、他方ではブランデンブルク＝プロイセン国家に思想的な基盤を提供するという役割を担った。このことは、1713年にプロイセン王フリードリヒ1世が死去し、新たにフリードリヒ・ヴィルヘルム1世が即位すると、創設者トマジウスにとって予想外に不利な方向へと展開した。フリードリヒ・ヴィルヘルム1世は父親の宮廷趣味を排除し、プロイセンを軍事国家に改造した。このような改革の中に、トマジウスの宮廷哲学が入り込む余地はなかった。さらに、フリードリヒ・ヴィルヘルム1世は、軍事政策と調和的な倹約を重んじる敬虔主義を保護したため、ハレ大学はついに敬虔主義の本拠地となったのである。

### 同時代の人々
トマジウス以外にも、ライプツィヒ大学から追放されたか、または出世できずに辞めて行った人々の中には、ザミュエル・フォン・プーフェンドルフ、ゴットフリート・ライプニッツ、アウグスト・ヘルマン・フランケ、クリスティアン・ヴォルフなどの重要人物がいる。もっとも、彼らは、旧来の大学制度に反対するという点では一致していたが、プーフェンドルフを除けば、個々の問題においてトマジウスとあまり折が合わなかった。
大学を見限ってベルリン科学アカデミーを設立したライプニッツは、ヤーコプ・トマジウスの弟子であったが、その息子クリスティアン・トマジウスの哲学には反対した。ヘルマン・フランケは、1692年にハレ大学に移り、フリードリヒ・ヴィルヘルム1世の下で敬虔主義を優位に導いた。これによって、トマジウスの宮廷哲学は頓挫した。クリスティアン・ヴォルフは、トマジウスを「哲学の仕方が浅薄である」と非難した。

## 業績
トマジウスの学問的な業績は膨大であり、著作物については、1682年に彼が主査した学位請求論文から、死後の1745年にまとめられた書簡集までの305点が確認されている。ここでは、特に有名なものを紹介するに留める。

### 『神法学提要』(1688)

#### 特徴
トマジウス自身が述懐しているように、彼の学問的な出発点は、自然法に関する哲学上の誤りを正すということにあった。そして、トマジウスは、1688年に、自然法に関する彼の最初の主著『神法学提要』Institutiones jurisprudentiae divinae を著す。トマジウスがそこで念頭に置いたのは、プーフェンドルフの著作群である。このとき、トマジウスは、参照した他の著作家たちの名前をほとんど挙げず、かつ、引用文であってもそのことをなるべく明記しないという大胆な手法を採った。トマジウスは、読者にあくまでも理性を用いることを要求し、権威から生じる先入観を排除するように努めたのである。

#### 構成
本書の構成は、以下の通りである。
- 序論
- アルベルティの仮説について考えるゲルマン的プログラム
- 第1巻
  - 第1章 法学一般について
  - 第2章 神の法学について
  - 第3章 神の法の解釈総論、および実践の原理について
  - 第4章 神の法の解釈各論、すなわち自然法および普遍的で実定的な神の法の第一原理について
- 第2巻
  - 第1章 神に対する人間の責務について
  - 第2章 自分自身に対する人間の責務について
  - 第3章 他の人々に対する人間の責務、および特に人々の間で平等を遵守することについて
  - 第4章 自惚れを避けることについて
  - 第5章 他の人々を害さないこと、および与えられた損害を賠償することについて
  - 第6章 人間性に適った責務を果たすことについて
  - 第7章 約束をする人々の責務について
  - 第8章 言葉に関する人間の責務について
  - 第9章 宣誓する人々の責務について
  - 第10章 物に関する責務および物の所有に関する責務について
  - 第11章 物の価格に関する責務について
  - 第12章 表示された言葉から神と人の意思を解釈することについて
- 好ましいものと好ましくないものの定義に関する、プラッキウスと一緒に論究された問題
- 第3巻
  - 第1章 社会に対する人間の責務一般について
  - 第2章 夫婦間の社会関係に鑑みた人間の責務について
  - 第3章 夫婦の責務に関する神の実定法について
  - 第4章 親子の責務について
  - 第5章 主人と奴隷の責務について
  - 第6章 市民共同体で生きている人々の責務について
  - 第7章 市民共同体で生きている人々の刑罰に関する責務について
  - 第8章 同盟者の責務について
  - 第9章 使節に対する責務について
  - 第10章 死者に対する責務について
  - 第11章 神の法の適用について
- 実体の定義に関する対話
- 神法学提要から抜粋された48の命題

#### 主な理論
1. 自然法とは、神の法の一種であり[22]、人間の自然本性（natura）である理性（ratio）に適った法である[23]。
2. 理性に適った法とは、すなわち社会性（socialitas）に適った法である[24]。
3. 他者に対する自然法の一般的な掟は、平等（aequalitas）の維持である[25]。
4. 万人を万人に対して規律する絶対的な掟が4つある。これらは全て、平等という概念から導き出される[26]。
  - 自惚れを避けろ vita superbiam
  - 何人をも害するな neminem laede
  - 他人の利益を、君が幸せであることができる限りにおいて増進せよ alterius hominis utilitatem, quantum commode potes, promove
  - 与えられた信義を遵守せよ fidem datam serva
5. 言葉、宣誓、所有権および価格に関する掟は、人間が堕落した後で生じた仮設的な掟である。

#### トマジウスが参照した文献
トマジウスは、引用をなるべく避けるという手法を採ったが、全く引用がないわけではない。また、彼は、本書の序論において、参考にした著作を簡潔に列挙している。但し、その引用の仕方は、著者やタイトルを省略したものが多いので、以下のようなリストを作っておくことは有益である。
- ALBERTI, Valentin. Compendium juris naturae orthodoxae theologiae conformatum. (1678)
- ALBERTI, Valentin. De philosophia christiana. (1695)
- DESCARTES, Rene. Discours de la methode. (1637)
- DEUTSCHMANN, Johann. Apologia Augisutanae Confessionis. (1667)
- GROTIUS, Hugo. De jure belli ac pacis. (1625)
- HOBBES, Thomas. Leviathan. (1651)
- KULPIS, Johann Georg von. Collegium Grotianum, super jure belli ac pacis. (1686)
- OSIANDER, Johann Adam. Typus legis naturae. (1669)
- PLATON. πολιτεία. (ankown)
- PUFENDORF, Samuel von. Elementa jurisprudentiae universalis. (1660)
- PUFENDORF, Samuel von. De jure naturae et gentium. (1672)
- PUFENDORF, Samuel von. De officio hominis et civis juxta legem naturalem. (1673)
- PUFENDORF, Samuel von. Samuelis Pufendorfii Apologia Pro Se Et Suo Libro. (1674)
- REBHAN, Johann. De interpretatione juris obscuri. (1671)
- SCHWARTZ, Josua. Index quarundam novitatum. (1673)
- SELDEN, John. Uxor Hebraica, seu de nuptiis et divortiis ex iure civili. (1673)
- STRAUCH, Johann. Institutionum juris publici specimen. (1683)
- THOMASIUS, Jacob. Legatus inviolabilis. (1667)
- UFFELMANN, Heinrich. De jure quo homo homini in sermone obligatur. (1676)
- VELRDHUYSEN, Lambert van. De princepes du juste et du convenable. (1680)

## 主著
- Lehrbuch des Naturrechtes (1687)
- Institutiones iurisprudentiae divinae (1688)
- Monatsgespräche (1688-1690)
- Summarischer Entwurf der Grundregeln, die einem studioso juris zu wissen nöthig (1699)
- De crimine magiae (1701)
- Fundamenta iuris naturae et gentium (1705)
- Selecta Feudalia (1708)